# Комберто
Комберто (фр. Combertault) насеље је и општина у источном делу централне Француске у региону Бургоња, у департману Златна обала која припада префектури Бон.
По подацима из 2004. године у општини је живело 415 становника, а густина насељености је износила 70 становника/km². Општина се простире на површини од 3,92 km². Налази се на средњој надморској висини од 194 метара (максималној 211 m, а минималној 188 m).

## Демографија
| 1962. | 1968. | 1975. | 1982. | 1990. | 1999. | 2011. |
| ----- | ----- | ----- | ----- | ----- | ----- | ----- |
| 109   | 118   | 133   | 185   | 223   | 275   | 540   |

График промене броја становника у току последњих година